# Hirtenvolk
Als Hirtenvolk wird jede ethnische Gruppe bezeichnet, deren vorrangige Lebensgrundlage die Viehzucht ist. Hirtenvölker sind in der Regel nicht sesshaft, haben also eine nomadische (Hirtennomadismus) oder halbnomadische (Yaylak-Pastoralismus) Lebensweise. Sie sind dort verbreitet, wo sich ein dauerhafter Ackerbau klima- oder witterungsbedingt (Kälte- oder Trockensteppe, Wassermangel) oder wegen Nährstoffarmut der Böden nicht lohnt, aber von Natur aus eine offene Graslandschaft vorherrscht (siehe Pastoralismus).
Sie lassen von ihren Viehherden, bestehend aus Großsäugern (primär Pferde, Rinder, Schafe und Ziegen oder auch Rentiere) das Gras oder die Blätter und Triebe der Gehölze abweiden. Gras ist eine robuste und genügsame Pflanze und wächst auch an Orten, wo der Anbau von Nutzpflanzen kaum möglich ist. Die Hirten bleiben an einem Ort, bis das Futter abgeweidet ist und suchen dann ggf. auch saisonal neue Weidegründe auf.
Graslandschaften mit sehr eingeschränkten Möglichkeiten für den Ackerbau sind Savanne, Steppe und Tundra. Der geoklimatisch bedingte Steppengürtel Eurasiens zieht sich südlich des Laubwaldgürtels, nur von Gebirgen (Alpen, Karpaten, Ural) oder Meeren (Kaspisches und Schwarzes Meer) unterbrochen, vom Burgenland in Österreich bis in die östliche Mongolei. In Nordamerika treten die großen Plains, in Südamerika tritt die Pampas an ihre Stelle. Aber auch Gebirge und Hochplateaus bieten, zum Beispiel in Vorder- und Mittelasien und in den europäischen Hochgebirgen wie den Alpen, Hirtenvölkern eine Lebensgrundlage. Hirtenvölker gibt es auch im Savannengürtel Afrikas, zum Beispiel die Massai.
Das nördlich der beiden Waldgürtel Laubwald und Nadelwald (Taiga) liegende Gebiet der gras- und moosbewachsenen Tundra ist für rentierzüchtende Hirtenvölker wie Komi oder Samen und ihre Herden ein geeigneter Lebensraum. In Amerika und Australien gibt es keine Hirtenvölker, weil dort vor der Entdeckung der Kontinente durch die Europäer keine „domestizierbaren“ Großsäuger vorhanden waren.

## Geschichte
Die ersten Hirten haben sich mit dem Ende der Eiszeit vor mehr als 13.000 Jahren, vermutlich früher als die Ackerbauern (die etwa seit 11.000 v. Chr. belegt sind), aus Jägern und Sammlern in der Levante entwickelt. Der schnell folgende Ackerbau verdrängte diese Hirten (durch Wasser- und Felderkontrolle). Seither besteht zwischen Ackerbau und Viehzucht ein Konflikt (Kain-und-Abel-Motiv).
Von geschichtlicher Bedeutung war die Pferdehaltung bzw. die Erfindung des Reitens in den Steppen Eurasiens. Dadurch wurden die Hirten beweglicher. Die eurasischen Hirtenvölker der Steppe wurden nach der Domestizierung des Pferdes zu berittenen Hirten, die sich ab der Eisenzeit zu Reiternomaden entwickelten. Wenn Hirtenvölker in Regionen eindrangen, in denen Ackerbau betrieben wurde, übernahmen sie oft die Herrschaft, nahmen dann aber selbst diese Lebensweise an (siehe Mauren). In den Zeiten der Staatenbildung (die bei Hirtenvölkern eher selten vorkommt) hatte dies besonders militärische Vorteile. Die Gutäer, die vermutlich aus dem Zagros-Gebirge stammen und schon um 2190 v. Chr. in Akkad auftauchten könnten ein noch unberittenes Hirtenvolk gewesen sein. Zu den ersten Hirten die einen Ackerbauernstaat mit Hilfe von Pferden eroberten, zählen die Hyksos, die etwa 1650 v. Chr. in Ägypten einfallen. Sodann führten, Europa betreffend, die Hunnen im 5. Jahrhundert und die Mongolen im 13. Jahrhundert große Eroberungsfeldzüge durch.
Die Grundlage der Sozialstruktur war früher die Verwandtschaft der Gruppenmitglieder, die sich in Clans oder Stämmen organisierten. Die komplexe Koordination der Viehwirtschaft und häufige kriegerische Konflikte mit sesshaften Nachbarn ermöglichte bei vielen Ethnien die Herausbildung mächtiger Führungspersönlichkeiten (Beispiel aus der Geschichte: Dschingis Khan).

## Liste der Hirtenvölker

### Eurasien
- Samen Skandinaviens, sowie Jakuten, Tschuktschen, Ewenken, Korjaken, Nenzen, Chanten, Mansen und etliche andere Ethnien Sibiriens (Ren)
- fast alle Turkvölker und Mongolen der eurasischen Steppen sind noch heute gutteils Hirten (Pferd, Rind, auch Esel, Kamel und Schaf), weiters auch etliche Stämme der Tibeter (Pferd, Yak, Kamel und Schaf)

### Afrika
- Berber in der westlichen Zentralsahara (Pferd, Rind, Kamel, Ziege)
- Tuareg in der Zentralsahara (Kamel, Ziege)
- Fulani (Peul) in der Sahelzone in Westafrika
- Nuer, Dinka, Baggara der Sahelzone des Sudan (Rind, Kamel, Ziege)
- Somali, Galla (Oromo) Abessiniens (Kamel, Ziege, Schaf)
- viele Bantu-Völker in Ost- und Südafrika: Zulu, Ngoni, Bana, Wasiba, Wanyaturu, Wagogo, Xhosa (Rind, Ziege)
- Massai (Rind)
- Khoisan: Khoikhoi, besonders die Nama (Rind, Ziege)

### Historische Völker
- Historische Bewohner der europäischen Hochgebirge wie Karpaten und Balkan (historisch „Walachen“ genannt), Apennin, Alpen und Pyrenäen
- Skythen
- Saken
- Sarmaten
- Alanen
- Meder (in der Anfangsphase)
- Hunnen
- Awaren
- Arkadier
- Magyaren (nicht die neuzeitlichen Ungarn)